# Hjo kommun
Hjo kommun är en kommun i Västra Götalands län, i före detta Skaraborgs län. Centralort är Hjo.

## Administrativ historik
Kommunens område motsvarar socknarna: Fridene, Fågelås, Grevbäck, Hjo, Korsberga och Mofalla. I dessa socknar bildades vid kommunreformen 1862 landskommuner med motsvarande namn, dock i Fågelås socken bildades Norra Fågelås landskommun och Södra Fågelås landskommun. I området fanns också Hjo stad som 1863 bildade en stadskommun.  
Vid kommunreformen 1952 bildades storkommunerna Fågelås (av de tidigare kommunerna Brandstorp, Norra Fågelås och Södra Fågelås), Fröjered (av Fridene, Fröjered och Korsberga) samt Värsås (av Edåsa, Forsby, Ljunghem, Mofalla, Sventorp, Varola och Värsås). Samtidigt uppgick landskommunerna Grevbäck och Hjo i Hjo stad.
Hjo kommun bildades vid kommunreformen 1971 av Hjo stad samt en del ur Värsås landskommun (Mofalla församling). 1974 införlivades en del ur Fågelås kommun (Norra Fågelås och Södra Fågelås församlingar) och en del ur Fröjereds kommun (Fridene och Korsberga församlingar).
Kommunen ingick från bildandet till 2009 i Skövde domsaga, därefter ingår kommunen i Skaraborgs domsaga.

## Geografi
Kommunen är belägen i de östra delarna av landskapet Västergötland vid sjön Vätterns västra strand. Hjo kommun gränsar i söder till Habo kommun i Jönköpings län (tidigare i Skaraborgs län), i sydväst till Tidaholms kommun, i väster till Skövde kommun, i nordväst till Tibro kommun och i norr till Karlsborgs kommun, alla i före detta Skaraborgs län. I öster har kommunen maritim gräns till Ödeshögs kommun i Östergötlands län och i sydöst till Jönköpings kommun i Jönköpings län.

### Topografi och hydrografi
I kommunens västra delar, i närheten av Tidans och dess biflod Yans dalgångar, breder öppna betesmarker ut sig med inslag av våtmarker. Dessa områden utgör Yans dalgång, vilket är kommunens främsta plats för fågelskådning. Från centralorten Hjo och söderut sträcker sig Hökensås, ett kuperat landskap med åsar och kullar. Längs Vätterns strand präglas områdena av öppna åkrar. Vätterns historiska förändringar syns tydligt i form av erosionsbranter och äldre strandplan vid Munkaskog. Den varierande landhöjningen har resulterat i branta stränder i söder, där Rydbobäcken eroderat ner 4–5 meter i den branta kustbrinken.
Nedan presenteras andelen av den totala ytan 2020 i kommunen jämfört med riket.
|  | Bebyggelse (5,8 %) |

|  | Skog (53,2 %) |

|  | Öppen myrmark (0,9 %) |

|  | Jordbruksmark (36,1 %) |

|  | Övrig mark (4,0 %) |

|  | Bebyggelse (3,1 %) |

|  | Skog (68,0 %) |

|  | Öppen myrmark (7,2 %) |

|  | Jordbruksmark (7,4 %) |

|  | Övrig mark (14,3 %) |

### Administrativ indelning
Fram till 2016 var kommunen för befolkningsrapportering indelad i fyra församlingar: Fågelås församling, Hjo församling, Korsberga-Fridene församling och Mofalla församling.

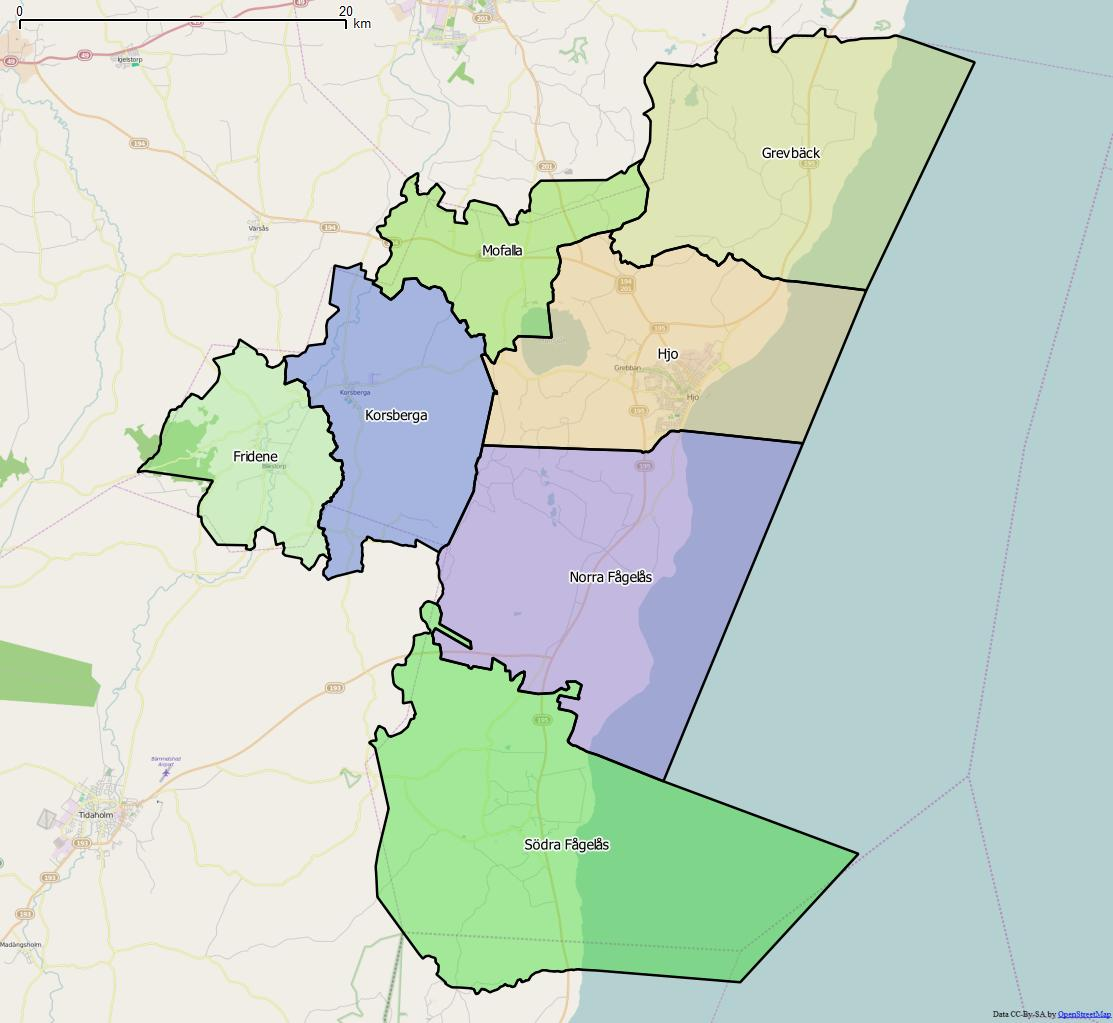
Distrikt (socknar) inom Hjo kommun

Från 2016 indelas kommunen istället i sju  distrikt, (socknar): Fridene, Grevbäck, Hjo, Korsberga, Mofalla, Norra Fågelås och Södra Fågelås.

### Tätorter
I tabellen presenteras tätorterna i storleksordning per 31 dec 2015. Centralorten är i fet stil.
| Nr | Tätort    | Befolkning |
| -- | --------- | ---------- |
| 1  | Hjo       | 6 203      |
| 2  | Korsberga | 222        |

## Styre och politik

### Styre
Hjo kommun styrs under mandatperioden 2022–2026 av de fyra allianspartierna: Moderaterna, Centerpartiet, Liberalerna, Kristdemokraterna.

### Kommunfullmäktige

#### Presidium
| Presidium 2022–2026 | Presidium 2022–2026 | Presidium 2022–2026 |
| ------------------- | ------------------- | ------------------- |
| Ordförande          | KD                  | Michael Kihlström   |
| Vice ordförande     | S                   | Jörgen Fransson     |

#### Mandatfördelning 1970–2022
Miljöpartiet kom in i kommunfullmäktige 1985 och Ny demokrati 1991. Den senare åkte dock ur vid det nästkommande valet. År 2002 röstades Vänsterpartiet in och de tilldelades då två mandat. Sverigedemokraterna kom in i fullmäktige efter valet 2010. 

33 år efter att Miljöpartiet kom in i fullmäktige så tvingades de 2018 lämna sina platser.
| 13 | 7 | 6 |  | 6 |

| 29 |

| 13 | 9 | 3 | 2 | 6 |

| 28 | 5 |

| 13 | 9 | 3 | 2 | 6 |

| 28 | 5 |

| 13 | 8 | 3 | 2 | 7 |

| 25 | 8 |

| 14 | 7 | 2 | 2 | 8 |

| 26 | 7 |

| 12 |  | 5 | 4 | 2 | 9 |

| 22 | 11 |

| 13 | 2 | 5 | 3 | 2 | 8 |

| 23 | 10 |

| 12 |  |  | 4 | 3 | 3 | 9 |

| 22 | 11 |

| 14 | 2 | 4 | 3 | 3 | 7 |

| 22 | 11 |

| 8 | 2 | 4 | 10 | 4 | 5 |

| 20 | 13 |

| 2 | 10 |  | 3 | 7 | 4 | 6 |

| 21 | 12 |

|  | 11 | 2 | 3 | 3 | 3 | 10 |

| 20 | 13 |

|  | 10 | 3 |  | 3 | 4 | 2 | 9 |

| 20 | 13 |

| 2 | 9 | 2 | 3 | 3 | 2 | 2 | 10 |

| 17 | 16 |

| 2 | 8 | 5 | 3 | 2 | 2 | 11 |

| 16 | 17 |

| 2 | 8 | 5 | 2 |  | 2 | 13 |

### Nämnder

#### Kommunstyrelse
Totalt har kommunstyrelsen 15 ledamöter, varav 5 tillhör Moderaterna, 4 tillhör Socialdemokraterna, 2 tillhör Sverigedemokraterna medan Centerpartiet, Kristdemokraterna, Liberalerna och Vänsterpartiet alla har 1 ledamot vardera.
| Presidium 2023–2026    | Presidium 2023–2026 | Presidium 2023–2026 |
| ---------------------- | ------------------- | ------------------- |
| Ordförande             | M                   | Catrin Hulmarker    |
| Förste vice ordförande | C                   | Britt-Marie Sjöberg |
| Andre vice ordförande  | S                   | Pierre Robert Rydén |

Under kommunstyrelsen ligger de fem utskotten; Allmänna utskottet, barn- och utbildningssutskottet, individutskottet, sociala utskottet och tekniska utskottet.

#### Lista över kommunstyrelsens ordförande
- Håkan Davidsson, Moderaterna, 1971–1988[13]
- Kjell Aldsten, Socialdemokraterna, 1989–1991[13]
- Inger Johansson, Moderaterna, 1992–1994[13]
- Kjell Aldsten, Socialdemokraterna, 1995–1998[13]
- Torbjörn Birgersson, Folkpartiet, 1999–2005[13]
- Catrin Hulmarker, Moderaterna, 2006–[13]

Denna lista hämtas från Wikidata. Informationen kan ändras där.

#### Övriga nämnder
År 2008 fattade kommunledningen beslut om att lägga ner nämnderna. Orsaken var att man ville komma bort från nämndernas revirtänkande och få bättre kontroll på ekonomin. Trots detta valde man att behålla Byggnadsnämnden. Valnämnden är en obligatorisk nämnd i kommuner. Nedan presenteras nämndernas presidium 2022–2026.
| Nämnd           | Ordförande | Ordförande     | Vice ordförande | Vice ordförande |
| --------------- | ---------- | -------------- | --------------- | --------------- |
| Byggnadsnämnden | M          | Knut Indebetou | S               | Anders Karlsson |
| Valnämnden      | M          | Knut Indebetou | S               | Göran Banck     |

## Ekonomi och infrastruktur

### Näringsliv
Hjo, en gammal industristad, var tidigare en av de mest industriintensiva städerna i landet innan de stora sammanslagningarna. Industrin var främst koncentrerad kring vattenfallen i Hjoån, som sträcker sig mellan Mullsjön och Vättern. Bland dagens industriella verksamheter återfinns Emballator Tectubes Sweden AB, specialiserat på tillverkning av tuber, Josef Kihlberg AB som tillverkar häftmaskiner och spikverktyg, samt Bertil Bergbom & Söner AB inom den mekaniska industrin, alla lokaliserade i centralorten. Dessutom finns ett trettiotal mindre tillverkningsföretag i området. Centralorten har länge varit en betydande handelsplats i regionen.

### Infrastruktur

#### Transporter
I nord-sydlig riktning genomkorsas kommunen av länsväg 195 varifrån länsväg 194 tar av i västlig riktning i kommunens norra del och länsväg 193 i kommunens södra del.

## Befolkning

### Befolkningsutveckling
Kommunen har 9 350 invånare (31 december 2024), vilket placerar den på 223:e plats avseende folkmängd bland Sveriges kommuner. 
| Befolkningsutvecklingen i Hjo kommun 1970–2020 | Befolkningsutvecklingen i Hjo kommun 1970–2020 | Befolkningsutvecklingen i Hjo kommun 1970–2020 | Befolkningsutvecklingen i Hjo kommun 1970–2020 | Befolkningsutvecklingen i Hjo kommun 1970–2020 |
| ---------------------------------------------- | ---------------------------------------------- | ---------------------------------------------- | ---------------------------------------------- | ---------------------------------------------- |
|                                                |                                                |                                                |                                                |                                                |
| År                                             |                                                |                                                | Folkmängd                                      |                                                |
| 1970                                           | 1970                                           |                                                | 7 343                                          |                                                |
| 1975                                           | 1975                                           |                                                | 7 682                                          |                                                |
| 1980                                           | 1980                                           |                                                | 8 740                                          |                                                |
| 1985                                           | 1985                                           |                                                | 8 974                                          |                                                |
| 1990                                           | 1990                                           |                                                | 9 136                                          |                                                |
| 1995                                           | 1995                                           |                                                | 9 201                                          |                                                |
| 2000                                           | 2000                                           |                                                | 8 787                                          |                                                |
| 2005                                           | 2005                                           |                                                | 8 849                                          |                                                |
| 2010                                           | 2010                                           |                                                | 8 841                                          |                                                |
| 2015                                           | 2015                                           |                                                | 8 983                                          |                                                |
| 2020                                           | 2020                                           |                                                | 9 229                                          |                                                |

## Kultur

### Kulturarv
Hjo kommun bär spår av gammal historia. Under medeltiden karaktäriserades Hjo av sjöfart, handel och hantverk vilket märks i de stadsplaner som växte fram under den tiden. Under slutet av 1800-talet och början av 1900-talet etablerade sig Hjo som kurort där drivkrafterna bakom var rekreation, småindustri och kommunikationernas utveckling. Kurortsmiljöerna finns att beskåda i anslutning till stadsparken i Hjo. Av de ovan nämnda orsakerna är både stadskärnan och stadsparken utsedda till riksintresse för kulturmiljövården. 
Längs Hjoån finns ett flertal kvarnplatser och industrilämningar som uppmärksammats. Totalt fanns 24 kulturmiljöer i kommunen 2017.

### Kommunvapen
Blasonering: I blått ett enmastat segelfartyg med korsprydd mast och tvärskuren flagga, allt av guld.
Stadsvapnet från 1933 bygger på ett 1600-talssigill. Efter kommunbildningen registrerades det oförändrat för Hjo kommun 1979. Inga andra i kommunen ingående enheter hade några heraldiska vapen.